# Keita Hidaka
Keita Hidaka (日髙 慶太 Hidaka Keita?), född 19 februari 1990 i Tokyo prefektur, är en japansk fotbollsspelare.
Hidaka började sin karriär 2012 i Montedio Yamagata. Efter Montedio Yamagata spelade han för FC Machida Zelvia, Blaublitz Akita och Vanraure Hachinohe.